# Mario Soto (beisbolista)
Mario Melvin Soto (nacido el 12 de julio de 1956 en Sabana Buey, Bani) es un ex lanzador dominicano que jugó en las Grandes Ligas de Béisbol, mayormente como abridor por los Rojos de Cincinnati desde 1977 hasta 1988. Actualmente trabaja en la oficina principal de los Rojos.
Soto fue el entrenador del equipo dominicano en el Clásico Mundial de Béisbol 2009. Además es el actual presidente de la Federación Nacional de Peloteros Profesionales (FENAPEPRO). 

## Carrera
Para la mayor parte de su carrera, Soto esencialmente utilizaba dos tipos de lanzamiento. Poseía una recta dura (registrado en la mitad baja de los 90) y complementada con un cambio de velocidad circular desconcertante. El cambio de velocidad de Soto era particularmente efectivo contra bateadores zurdos. En ocasiones, Soto también lanzaba un slider, sobre todo en la última etapa de su carrera. Pocas veces lanzaba curvas.
De 1980 a 1985, Soto ponchó a 1063 bateadores. Ningún lanzador tuvo más durante este período de cinco años.
El 12 de mayo de 1984, Mario Soto estuvo a punto de lanzar un juego sin hits contra los Cardenales de San Luis. Sin embargo, con dos outs en la parte alta de la novena entrada y los Rojos ganando 1-0, el jardinero George Hendrick echó a perder el juego sin hits con un jonrón en solitario para empatar el partido. Los Rojos ganaron el partido en la parte inferior de la novena entrada 2-1.
En 1983, Soto terminó segundo en la votación para el Cy Young de la Liga Nacional. John Denny de los Philadelphia Phillies fue el ganador. Estadísticamente, 1983 y 1984 fueron las mejores temporadas de Soto, donde compiló un récord de 35-20 con 2.92 de ERA y estableciéndose como el as de la rotación de los Rojos de Cincinnati. Sin embargo, los Rojos fueron mediocres, terminando con registros menores en ambas estaciones.
En una carrera de doce temporada, todas en Cincinnati, Soto se fue de 100-92 con efectividad de 3.47 en 297 juegos, 224 de ellos como abridor. Tuvo 72 juegos completos y 13 blanqueadas. Permitió 667 carreras limpias y ponchó a 1,449 bateadores en 1730 y 1/3 entradas lanzadas. También obtuvo cuatro salvamentos (todo durante la temporada de 1980).
El 29 de abril de 1986 contra los Expos de Montreal, Soto se convirtió en el lanzador 11 en la historia de las Grandes Ligas a entregar cuatro jonrones en una entrada. Los jonrones fueron conectados por Andre Dawson, Hubie Brooks, Tim Wallach, y Mike Fitzgerald.

## Controversia
Mario Soto también tenía un temperamento vehemente. El haberse ganado dos suspensiones durante la temporada de 1984 es un ejemplo. 
En el primer incidente, el 27 de mayo ante los Cachorros de Chicago en el Wrigley Field, el tercera base Ron Cey bateó lo que fue inicialmente declarado como un jonrón por la línea del jardín izquierdo. Creyendo que la bola se había ido de foul, Soto y el mánager de los Rojos Vern Rapp refutaron al umpire, y durante la discusión Soto empujó al umpire de tercera base Steve Rippley, quien había decretado la jugada. Después de una consulta, los umpires cambiaron su decisión y dictaminaron que la bola se había ido de foul, trayendo como consecuencia una protesta por parte de los Cachorros. Sin embargo, Soto fue expulsado por empujar a Rippley, lo que provocó un ataque de parte de Soto al entrenador de los Cachorros Don Zimmer, desencadenando esto una pelea de diez minutos por parte de todo el equipo. Cuatro días después, el presidente de la Liga Nacional Chub Feeney suspendió a Mario Soto por cinco partidos.
En el segundo incidente el 16 de junio, los Rojos estaban jugando contra los Bravos de Atlanta en Atlanta. El toletero de los Bravos Claudell Washington le bateó un jonrón a Soto en la primera entrada. Durante el segundo turno al bate de Washington, Soto hizo un lanzamiento rápido y adentro. Washington le tiró su bate a Soto y cuando parecía que iba a tomar el bate se dirigió al montículo, pero el umpire Lanny Harris intentó intervenir agarrando a Washington, pero fue empujado por éste (Washington) al suelo. Luego, Soto golpeó a Washington con la pelota, llevando a otra riña entre los equipos. En un intento por poner fin a la pelea, varios de los compañeros de equipo de Washington trataron de calmarlo, conteniéndolo en el suelo. Más adelante, Soto le tiró la pelota al grupo de jugadores, golpeando al entrenador de los Bravos Joe Pignatano. Soto fue suspendido por cinco partidos y una multa de $5000 por este incidente, y Washington recibió una suspensión de 3 partidos y una multa de 1000 dólares por sus acciones contra Harris.

## Logros recientes
En 2001, Mario Soto fue exaltado al Salón de la Fama y Museo de los Rojos de Cincinnati, junto con Bob Ewing. También ha trabajado de vez en el equipo como entrenador de pitcheo, en particular ayudando a varios lanzadores de los Rojos a desarrollar su cambio. En la actualidad trabaja en la oficina de los Rojos. Soto es ampliamente reconocido en toda la organización de los Rojos como la persona que enseñó a Edinson Vólquez y Johnny Cueto sus cambios de velocidad.

## Liga Dominicana
Mario Melvin Soto jugó en la Liga Dominicana para los Leones del Escogido, equipo donde permaneció hasta el final de su carrera. Además se ha desempeñado como gerente general del equipo.